# Заречное (платформа)
Заре́чное (бел. Зарэчнае) — железнодорожный остановочный пункт Минского отделения Белорусской железной дороги на линии Минск-Пассажирский — Орша-Центральная. Остановочный пункт расположен в западной части (микрорайон Заречное) города Смолевичи, между станциями Смолевичи и Красное Знамя на аналогичном перегоне.

## История
Остановочный пункт был построен во второй половине 1970-х годов на железнодорожной линии, которая была построена и введена в эксплуатацию в 1871 году как участок Осиновка — Брест Московско-Брестской железной дороги. В 1974 году остановочный пункт был электрифицирован переменным током (~25 кВ) в составе участка Минск — Борисов.

## Устройство станции
Через остановочный пункт проходят два магистральных пути. Станция представляет собою две прямые боковые платформы, длиною по 220 метров каждая. Пересечение железнодорожных путей осуществляется по трём наземным пешеходным переходам, оснащёнными светофорами и звуковой сигнализацией, а также предупреждающими плакатами. Пассажирский павильон и билетные кассы (касса № 1 работает круглосуточно, № 2 — с 6 до 15 часов) расположены на платформе в направлении Минска.

## Пассажирское сообщение
На остановочном пункте ежедневно останавливаются электропоезда региональных линий эконом-класса (пригородные электрички), следующие до станций Орша-Центральная (4 пары), Борисов (7 пар), а также нерегулярные рейсы до Жодино, Крупок и Славного. На платформах останавливаются поезда городских линий до станции Красное Знамя. Время следования до Орши составляет в среднем 3 часа, до Борисова — 38 минут, до станции Минск-Пассажирский — 58 минут.
Остановочный пункт расположен ближе к центру города Смолевичи и основным жилым массивам, из-за чего пользуется большим спросом, чем одноимённая станция. На выходе со станции расположена остановка общественного транспорта городского, пригородного и междугороднего сообщения. Городской автобус № 1 курсирует от станции до Белореченской улицы, через центр города, пригородный автобус № 224а следует до деревни Почитево (два рейса в сутки), № 230 — до деревни Усяж (ежедневно один рейс в 6:15), № 295 — до деревни Соснова (через Усяж, с одним ежедневным отправлением в 7:33) междугородние маршруты № 356, 395, 395а, 395б, 395в, 447э следуют в Минск по несколько различающимся трассам. Маршрутные такси отправляются в Минск (№ 2470, 2471 — от северного выхода, № 2477, 3623 — от южного), Зелёный Бор (№ 2402), Жодино (№ 2403, 2404, 2405), Логойск (№ 2664, 2664а) и транзитная маршрутка № 3666 (Червень — Смолевичи — Логойск).